# Мельников, Роман Ефимович
Роман Ефимович Мельников (4 [17] ноября 1908 — 7 сентября 1988) — советский партийный и государственный деятель.

## Биография
Родился в деревне Синичино (ныне Можайского района Московской области). Окончил трехлетнюю сельскую школу и уехал в Москву. С 1924 г. работал токарем на заводах им. Будённого, им. Лепсе. Был комсомольским активистом.
Член РКП(б) с 1928 г. Продвинулся на ответственные посты благодаря участию в соцсоревновании.
Место работы, занимаемая должность:
- 1931 — апрель 1936 заведующий орготделом, секретарь Сталинского райсовета (Москва);
- апрель 1936 — август 1937 председатель Первомайского райсовета (Москва);
- 1937 — председатель Смоленского горсовета;
- 19.10.1937 — 1.1940 и. о. председателя Смоленского облисполкома;
- 1.1940 — 5.2.1945 председатель Смоленского облисполкома:
- 1945 −1948 слушатель Высшей партийной школы при ЦК ВКП(б);
- 1948 −1949 инспектор ЦК ВКП(б);
- 1949 — заместитель уполномоченного ЦК ВКП(б) по Узбекской ССР:
- 1949 — 10.9.1959 второй секретарь ЦК КП Узбекистана;
- 1959—1963 инспектор ЦК КПСС;
- 1963—1966 член Партийной комиссии при ЦК КПСС;
- 1966—1982 член Комитета партийного контроля при ЦК КПСС.

С 1982 г. на пенсии.
Депутат Верховного Совета СССР 1, 3, 4, 5 созывов. В 1952—1961 кандидат в члены ЦК КПСС.
Умер в Москве, похоронен на Троекуровском кладбище.

## Награды
- 2 ордена Ленина (в том числе 16.01.1950[1])
- орден Октябрьской революции
- орден Красного Знамени (09.04.1943)
- орден Трудового Красного Знамени
- орден Отечественной войны II степени (06.11.1985)
- медали